# Citroën GS
O Citroën GS foi um automóvel da Citroën, produzido nas versões hatch e station wagon. Lançado no mesmo ano do luxuoso Citroën SM, ele tinha como objetivo principal completar a oferta da marca na linha de carros médios.
O GS tinha um motor clássico e uma suspensão hidropneumática, a característica mais diferenciadora da marca.
Um ano após o lançamento da versão Berlina, é lançado a versão Break e até ser substituído pelo modelo GSA não sofre grandes alterações.
A principal inovação trazida pelo GSA, está na introdução de uma quinta porta, um factor que tinha penalizado a aceitação do GS.

## GS Birotor
Produzido entre 1974 e 1975, o GS Birotor é um exemplo da permanente tentativa da marca de estar sempre na linha da frente no que diz respeito à inovação. A versão GS era equipada com o motor rotativo.
Demasiado caro e a crise do petróleo de 1973 foram os argumentos que ditaram a baixa produção de apenas 847 veículos.